# Frații Kapranov
Frații Dmitro și Vitali Kapranov (în ucraineană Брати Капранови; n. 24 iulie 1967) sunt scriitori, jurnaliști și publiciști ucraineni.

## Cariera literară

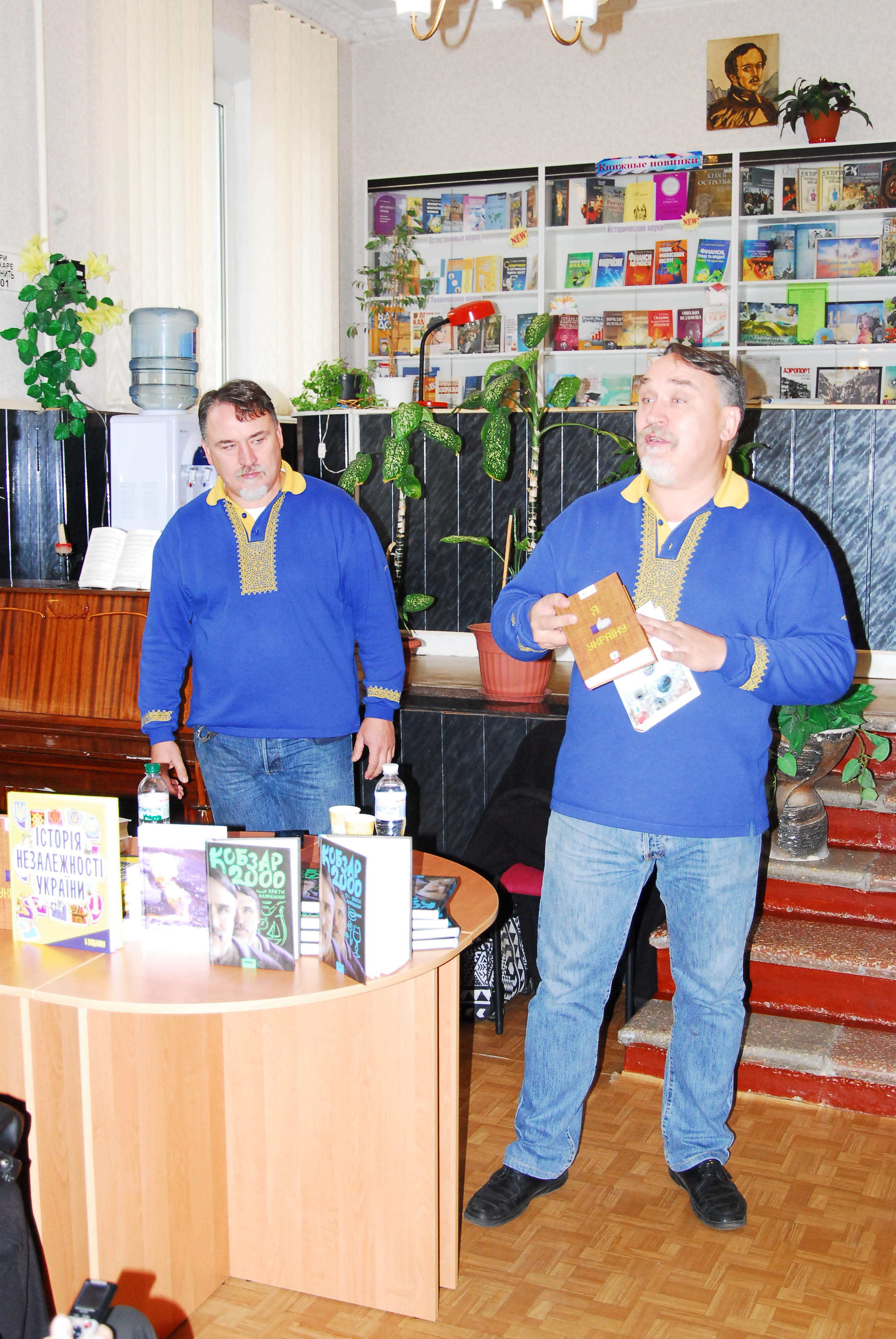
Scriitorii la publicarea unei cărți

La începutul anilor 1990, frații au publicat la Moscova ziarul ucrainean Тынды-Рынды și revista ucraineană de ficțiune Братья („Frații”). Ulterior, au început să scrie prima lor carte, Кобзарь 2000 („Bardul 2000”), pe care au terminat-o în 1998 la Kiev.
În 1998, s-au mutat la Kiev, considerând că ucrainenii ar trebui să locuiască în Ucraina. Neputându-și publica cartea, au decis să devină ei înșiși editori. Primul proiect de carte al fraților este un catalog de cărți în limba ucraineană. În 1999, împreună cu canalul 1+1 și marca de ciocolată Korona, au organizat prima competiție de literatură ucraineană de acțiune, intitulată Золотий Бабай. 
În 2000, au organizat editura Зелений пес („Câinele verde”). Prima carte publicată de aceasta a fost romanul lui Leonid Kononovici, Я, зомби („Eu, un zombie”). Până în 2007, editura a publicat anual peste 60 de cărți. Romanul lor erotic „Kobzar 2000” a fost retipărit de patru ori. În toamna anului 2004, a fost publicat al doilea roman al fraților, „Poțiunea de dragoste” (Приворотне зілля), iar în 2006, al treilea roman, „Dimensiunea contează” (Розмір має значення). În 2007, au publicat o carte din articolele lor, numită „Legea fraților Kapranov” (Закон Братів Капранових). În septembrie 2008, a fost prezentată cartea „Secțiuni noi în «Kobzar 2000»” (Нові розділи до „Кобзаря 2000“). Această carte a fost completată și republicată în 2010. În 2011, au prezentat un roman despre Revoluția Portocalie, intitulat „Jurnalul secretarului meu” (Щоденник моєї секретарки).
La 4 februarie 2004, frații Kapranov, în semn de protest împotriva noului buget al Ucrainei, care, după părerea lor, stopa publicarea cărților, a ars manuscrisul unui nou roman lângă clădirea Cabinetului de Miniștri. Bugetul a fost modificat ulterior.
În 2007, au inițiat întâlnirea extraordinară, cu numele „Ucraina – o zonă de dezastru cultural” (Україна — зона культурного лиха). Rezultatul întâlnirii a fost proclamarea Ucrainei ca zonă de dezastru cultural și au fost înaintate o serie de cereri și propuneri din partea scriitorilor pentru îmbunătățirea situației. În 2007, au fondat Premiul „Botului de Aur” (Золотий намордник), pentru primul loc în clasamentul de grosolănie de stat (acordat unei instituții de stat pe baza rezultatelor votului pe internet) și „Gulerul de Aur” (Золотий ошийник), pentru primul loc în calificativul de grosolănire străină (acordat unei ambasade sau consulat străin pe baza rezultatelor votului pe internet).
În 2011, frații au decis să adere la organizația naționalistă „Tridentul lui «Stepan Bandera»” („Тризуб“ им. Степана Бандеры) ca protest împotriva regimului de guvernământ.
La 21 martie 2016, frații Kapranov au prezentat noul lor roman, „Râul uitat” (Забудь-річка).
Pe lângă activitățile literare, editoriale, comerciale și sociale, se angajează în jurnalism, publicând în diferite mass-media ucrainene.